# Rhytidoponera hilli
Rhytidoponera hilli är en myrart som beskrevs av W. C. Crawley 1915. Rhytidoponera hilli ingår i släktet Rhytidoponera och familjen myror. Inga underarter finns listade i Catalogue of Life.